# Салмонд, Алекс
Александр Эллиот Андерсон Салмонд, (англ. Alexander Elliot Anderson Salmond, более известен как Алекс Салмонд, (англ. Alex Salmond, гэльск. Ailig Salmond; английское произношение: [ˈsæmənd], 31 декабря 1954, Линлитгоу — 12 октября 2024, Охрид) — шотландский политик, первый министр Шотландии с 17 мая 2007 по 18 ноября 2014 года, лидер Шотландской национальной партии с 22 сентября 1990 до 26 сентября 2000 и с 3 сентября 2004 до 14 ноября 2014. Сторонник независимости Шотландии.
В марте 2021 года Салмонд стал лидером новой шотландской партии «Алба», поддерживающую идею независимости Шотландии.

## Биография
Окончил Сент-Эндрюсский университет, где входил в Федерацию студентов-националистов. В Шотландской национальной партии (ШНП) изначально принадлежал к левому крылу и состоял во фракции «Группы 79». С 1980 по 1987 года работал в Королевском банке Шотландии.
В 1990—2000 годах, Салмонд превратил ШНП во вторую по значению политическую силу Шотландии. Одновременно с этим, что он был депутатом Палаты общин Великобритании и не мог руководить фракцией националистов в парламенте Шотландии, эту должность занимал его заместитель. После своего переизбрания на пост лидера партии, он поставил цель — занять первое место на выборах, чего ему и ШНП удалось добиться на парламентских выборах 2007 года.
В октябре 2012 года между премьер-министром Дэвид Кэмероном и Салмондом было подписано Эдинбургское соглашение. 18 сентября 2014 года был проведён референдум по вопросу о независимости Шотландии от Великобритании. Явка на референдум составила 84,5 %, при этом 55,3 % проголосовавших выступили против независимости Шотландии.
19 сентября 2014 года Алекс Салмонд объявил о решении уйти со своего поста в ноябре 2014 года На выборах 7 мая 2015 года был избран в палату общин от округа Гордон в Абердине. С 2017 по 2022 годы являлся ведущим программы The Alex Salmond Show на телеканале RT.
В 2018—2019 годах ему были предъявлены обвинения в изнасиловании и сексуальных домогательствах, после ряда судебных разбирательств Салмонд был признан невиновным и получил компенсацию в размере 500 000 фунтов. В феврале 2021 года образовал партию «Алба», сторонники которой поддерживают идею независимости Шотландии через достижение различными партиями такого же толка абсолютного большинства в парламенте Шотландии.

### Смерть
Салмонд умер 12 октября 2024 года в возрасте 69 лет. Он находился в Охриде, Северная Македония, и выступал в Школе молодых лидеров имени Георге Иванова. Правительственные чиновники Северной Македонии сообщили, что ему стало плохо и он потерял сознание в отеле Inex Olgica около 15:30 по центральноевропейскому летнему времени, а позже был объявлен мёртвым на месте происшествия; вскрытие ещё не проведено для определения причины смерти. После объявления о его смерти флаги на здании шотландского парламента в Эдинбурге были приспущены по просьбе председательствующей Элисон Джонстон.